# Twierdzenie Rungego
Twierdzenie Rungego – twierdzenie mówiące, że jeżeli K jest zwartym podzbiorem płaszczyzny zespolonej, którego dopełnienie jest spójne, to każda funkcja analityczna określona na pewnym otoczeniu zbioru K jest granicą jednostajną ciągu wielomianów na K.